# センタム駅
センタム駅（センタムえき）は、大韓民国釜山広域市海雲台区にある韓国鉄道公社（KORAIL）東海線の駅。

## 駅構造
- 島式ホーム2面4線の高架駅。内側2線は電鉄用ホームである。

| 1 | 東海線               | 釜田方面         |
| 2 | 広域電鉄(東海電鉄線) | 釜田方面         |
| 3 | 広域電鉄(東海電鉄線) | 太和江方面       |
| 4 | 東海線               | 太和江・慶州方面 |

## 駅周辺
- センタム初等学校
- センタム中学校
- センタム高等学校
- 新韓銀行センタムパーク店
- ウリィ銀行センタムパーク支店

## 歴史
- 1935年7月15日 - 水営駅（スヨンえき）として、現在の海雲台区佑洞1215-33で開業。
- 2011年10月5日 - 旅客扱い中止。
- 2013年12月2日 - 複線電鉄化工事に伴い、北へ約1.5kmの同区栽松洞に設置された高架新線上に移転。
- 2015年10月12日 - 東萊駅の旅客扱い中止に伴い、新設駅で旅客扱いを再開。
- 2016年
  - 4月29日 - 駅の改称、路線の東海線編入告示（施行は広域電鉄開業時）[1]。
  - 12月30日 - 電化とともにセンタム駅に改称、東海電鉄線運行開始[1]。

## ギャラリー
※特に断りの無い場合、2016年7月時点。

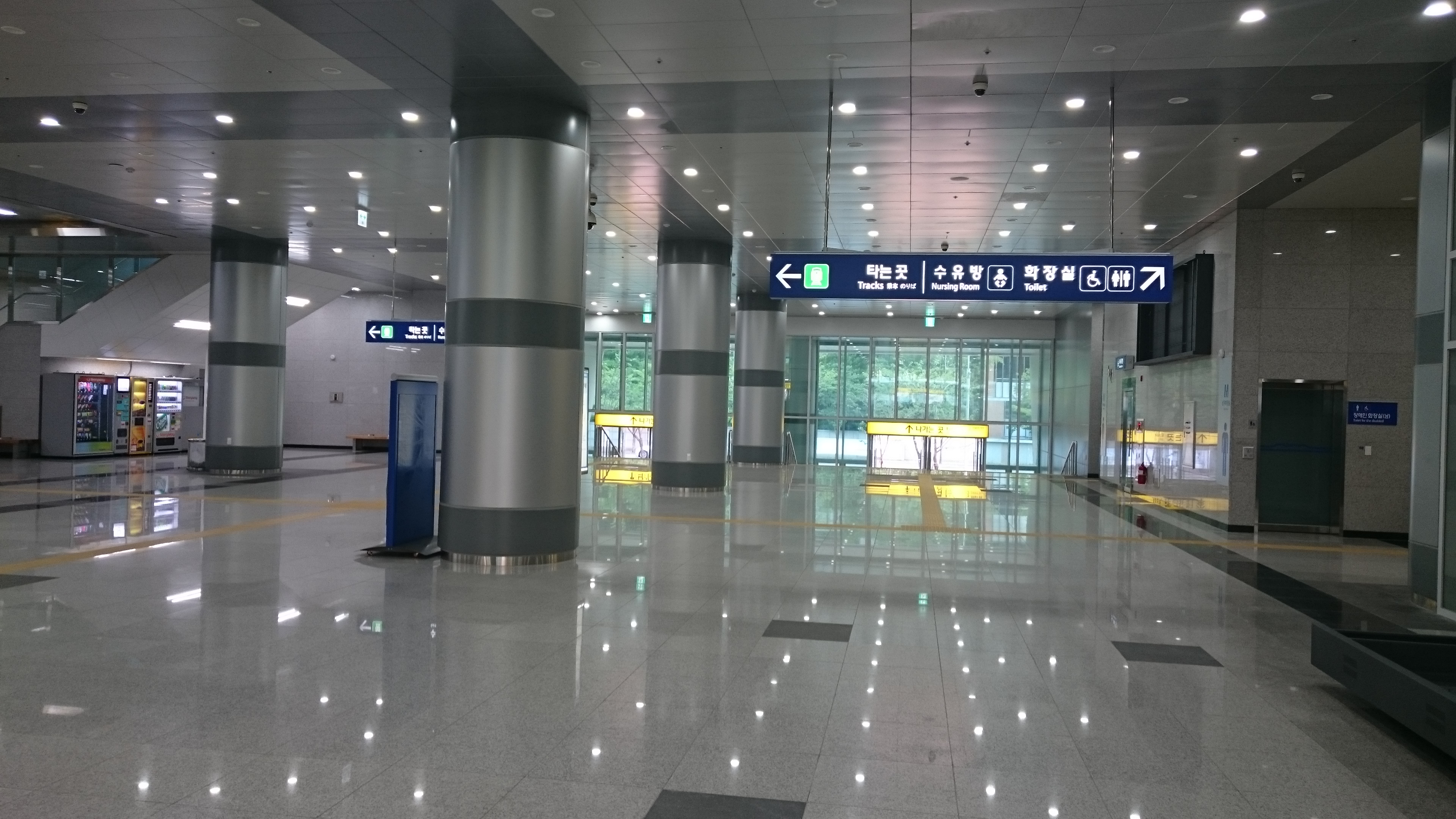
センタム駅コンコース
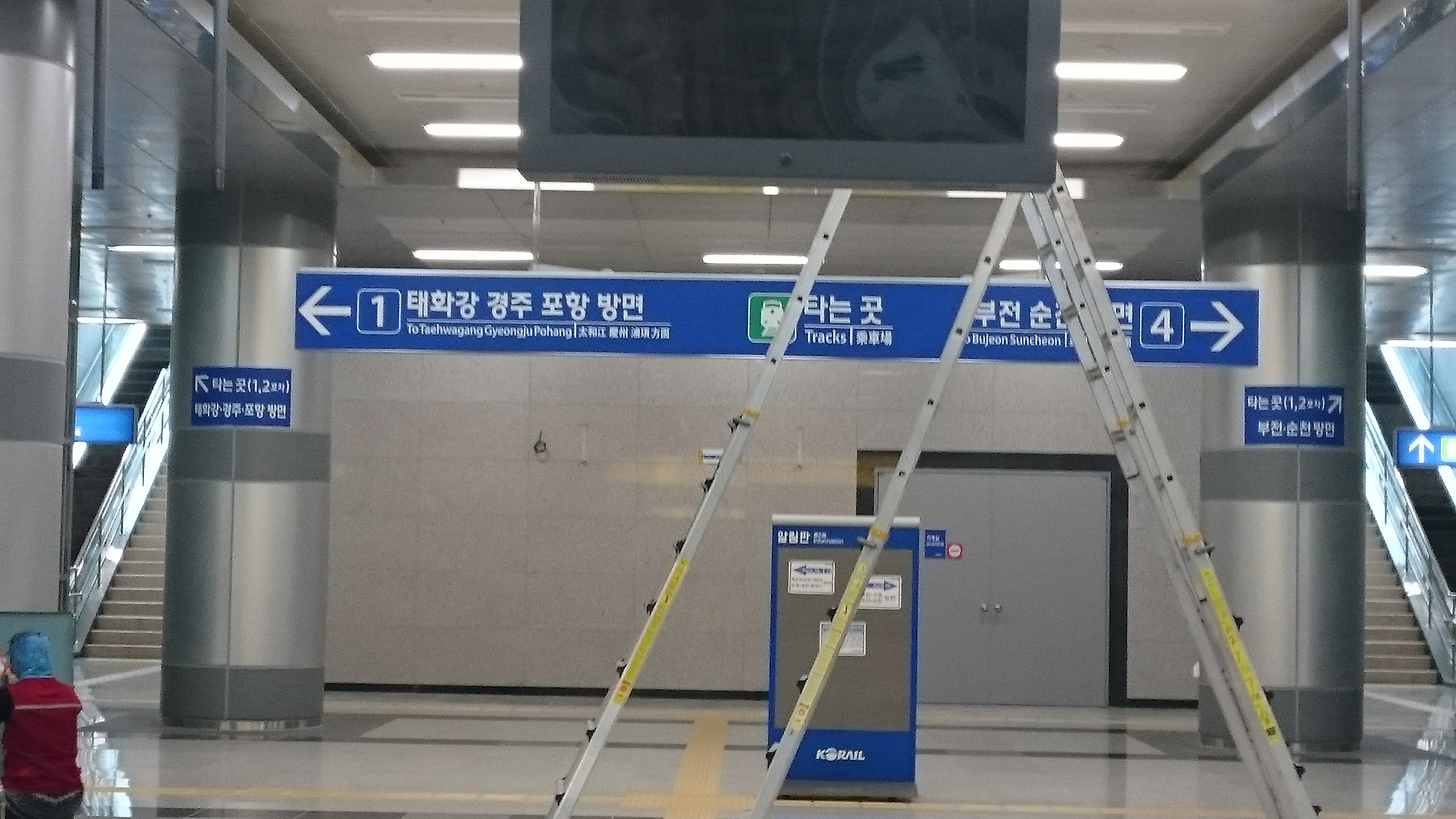
センタム駅ホーム入口
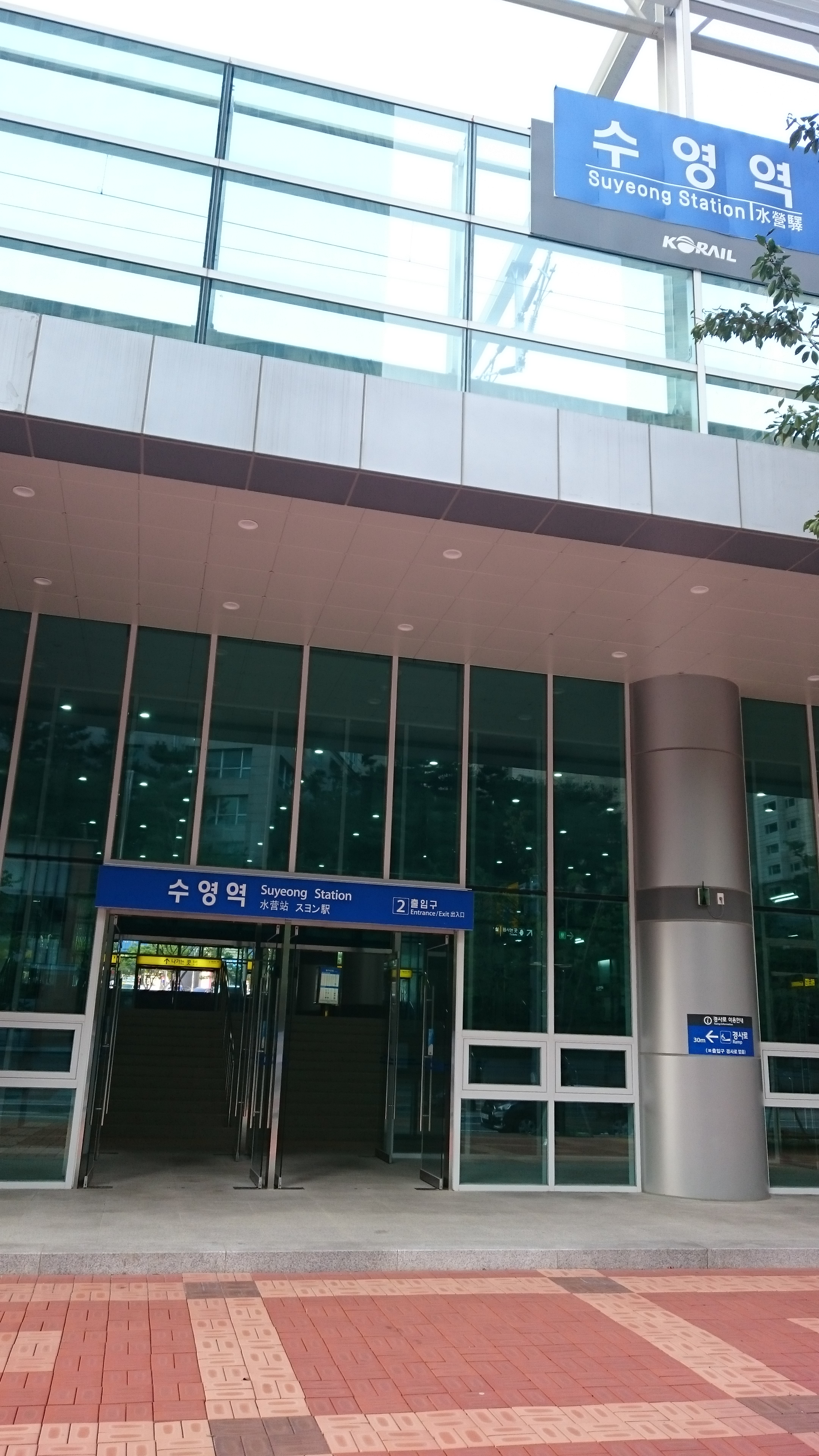
センタム駅西口

## 隣の駅
韓国鉄道公社
東海線
ムグンファ号
釜田駅 - センタム駅 - 新海雲台駅
東海電鉄線
栽松駅 - センタム駅 - BEXCO駅

## その他

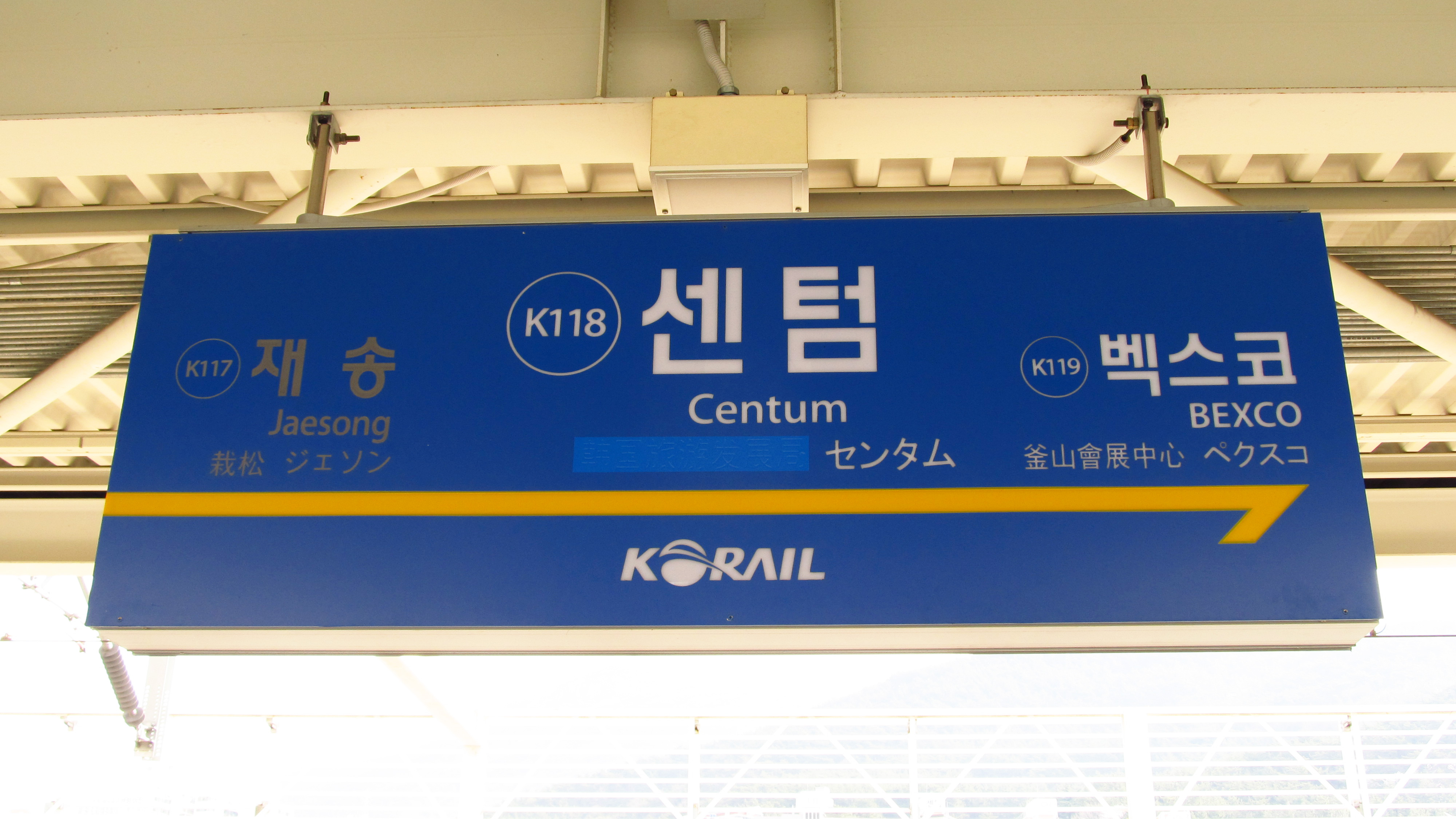
駅名標。誤訳の中国語表記にシールが貼られる。

- 2017年1月、駅名標における中国語表記が「韓国観光公社」の中国語訳「韩国旅游发展局」と誤訳されたことが発覚[2]。